# Marco Baldineti
Marco Baldineti (Tijuana, 6 luglio 1960) è un ex pallanuotista e allenatore di pallanuoto italiano, attualmente allenatore della Telimar Palermo.

## Carriera

### Giocatore

#### Club
Iniziò la carriera agonistica nella Pro Recco con la quale esordì in prima squadra a soli 14 anni. Durante la sua permanenza a Recco vinse diversi scudetti e raggiunse l'apice della carriera vincendo la Coppa dei Campioni 1984. È stato inoltre finalista nel 1985 nella Supercoppa LEN e nel 1992 in Coppa LEN. Concluse la carriera tra Nervi e Sturla, si ritirò nel 1995 per poi intraprendere la carriera da allenatore.

#### Nazionale
Con il Settebello disputò il Mondiale di Guayaquil 1982 e l'Olimpiade di Los Angeles 1984, conclusi rispettivamente con un settimo e un nono posto, gli europei di Spalato 1981 e Roma 1983 e la coppa fina di Malibù 1983.

### Allenatore
Conclusa la carriera da giocatore si cimentò subito in una nuova avventura, nel 1996 divenne allenatore della Pro Recco. Le prime stagioni furono molto difficile data la situazione economica del club, grazie al suo contributo vennero trovati nuovi finanziatori ed in pochi anni riuscì a vincere scudetto, LEN Champions League e Supercoppa LEN.
Ha continuato la carriera a  Nervi, a Cremona (dove vince la Coppa Italia), a Chiavari e a Brescia (dove conquista un campionato di Serie A2).
Nel 2013 prese le redini del Sport Management allora militante in Serie B ottenendo subito dopo la prima stagione la promozione in Serie A2. Nella stagione seguente, battendo l'Ortigia in finale, ottenne la seconda promozione consecutiva che valse la Serie A1 alla squadra di Busto Arsizio. Guidò il club neopromosso sul gradino più basso del podio, dietro a Pro Recco e AN Brescia e nella stagione 2017-2018 agguantò la finale di LEN Euro Cup poi persa contro il Ferencváros. La scalata europea alla guida del Sport Management non si fermò lì, e solo un anno più tardi cadde ai quarti di finale di LEN Champions League, questa volta per mano del Barceloneta. Nel maggio 2020 dopo 7 anni ininterrotti a Busto Arsizio lasciò lo Sport Management.
Dal 2020 è l'allenatore del Telimar Palermo, dove ha raggiunto una finale di Len Euro Cup.

## Palmarès

### Giocatore

#### Trofei nazionali
- Campionato italiano: 4

Pro Recco: 1978, 1982, 1983, 1984

#### Trofei internazionali
- Eurolega: 1

Pro Recco: 1984

### Allenatore

#### Trofei nazionali
- Campionato italiano: 1

Pro Recco: 2002
- Coppe Italia: 1

Cremona: 2005

#### Trofei internazionali
- LEN Champions League: 1

Pro Recco: 2003
- Supercoppa LEN: 1

Pro Recco: 2003